# 平凡社
株式会社平凡社（へいぼんしゃ）は、日本の出版社。百科事典の出版社として有名で、多様な一般書のほか岩波書店、筑摩書房と並んで学術・教養性の強い出版物を多く刊行する。現在も継続刊行中の東洋文庫（1963年創刊）、『別冊 太陽』（1972年創刊）などは歴史が古い。社名の「平」の字は、厳密には二つの点が漢字の八のように末広がりになった旧字体「」を用いる（大正末期創業のため）。

## 概要
教育家の下中彌三郎が設立。1923年に株式会社となる。創業当初に刊行された『現代大衆文学全集』や『世界美術全集』からはじまり、『東洋文庫』や『別冊太陽』にいたるまで、学術的成果を一般読者に還元する出版物を多く出している。
平凡社は1914年に小百科事典『や、此は便利だ』の刊行で創業したが、その後、昭和初期の円本ブームの波にのり、『現在大衆文学全集』を刊行した。1927年から1931年までの間に30種、700巻以上の円本を刊行し「円本全集の総本山」と呼ばれた。『現代大衆文学全集』の刊行により、それまで「新講談」と呼ばれ、やや蔑まれていた大衆小説を、大衆「文学」という文学の一角を占めるものとして読者の認識を改めさせたと評されている。
しかし、ブームの沈下により、1931年には経営破綻寸前となった。
そこで下中自らが企画編集した『大百科事典』全28巻を刊行し（1934年に完結。編集長は木村久一）、起死回生の成功を収める。その後、戦後に刊行した『世界大百科事典』（編集長は林達夫）がロングセラーとなり、百科事典の出版社としての地位を確立した。1967年の『国民百科事典』は、全7巻で1万円という安さからベストセラーとなった。
しかし、百科事典の売り上げに頼り、他の多くの書籍や月刊誌『太陽』ほかの雑誌は赤字という放漫経営を行っていたため、1981年に経営危機に陥り、本社ビルを売却する事態に至った。240名の社員のうち80名が退職し、営業部長（前、雑誌部長）の馬場一郎、『太陽』編集長の嵐山光三郎らは退社して青人社を設立した（のち1999年に倒産）。1981年時点で編集中であった新版『大百科事典』（編集長は加藤周一）は、1984年に完成にこぎつけたものの、もはや百科事典の時代ではなかった。編集部長の小林祥一郎が主導し1983年に創刊されてわずか13号で終わった月刊女性誌『Free』の大きな失敗と、大型継続企画の『日本歴史地名大系』全50巻も、さらに経営の足を引っ張った。
人文書においてはこの前後の時代に、とくに社会史、文化史、思想、芸術などの分野で優れた出版活動を続け、また荒俣宏『世界大博物図鑑』全7巻のようなヒット作も生まれたが、経営の全体を支えるには至らず、1996年には日立製作所との合弁会社「日立デジタル平凡社」を設立し、なおもデジタル百科に活路を見いだそうとして致命的な失敗を重ね（合弁会社は2000年4月解散）、さらなる人材の流出をまねいた。その後は経営規模をスリム化して出版の方向性を模索、百科事典的な知性や雑誌『太陽』の伝統を活かしつつ、一般書籍を中心とする出版社へと脱皮していった。
現在では『別冊太陽』『平凡社ライブラリー』『東洋文庫』『平凡社新書』などのシリーズのほか、多様な一般書と、学術的成果を一般読者に還元する人文書などを刊行する。白川静の「字書三部作」（『字統』『字通』『字訓』）や「白川静全集」も著名。2014年には創業100周年を迎えた。

なお、『平凡』は戦後、平凡出版（現・マガジンハウス）によって改めて芸能情報の月刊誌として創刊された（『月刊平凡』）が、これは平凡社から雑誌名の譲渡（実質のれん分け）を受けたことによるもので、平凡社との直接の資本関係は持っていない。この平凡出版は『平凡』からスピンオフした『週刊平凡』『平凡パンチ』なども発刊していた。

## 沿革
- 1914年 - 下中彌三郎が、自著の小百科事典『や、此は便利だ』の販売のため創立。
- 1923年 - 株式会社に改組。
- 1927年 - 『現代大衆文学全集』全60巻の刊行開始。円本時代を築く。
- 1928年 - 『大百科事典』全28巻刊行を発表（1934年完結）。名実ともに「事典の平凡社」となった。
- 1945年 - 戦時中の休業状態から再出発。昭和20年代に『大百科事典』復刻、『社会科事典』『家庭科事典』『世界美術全集』『世界歴史事典』『児童百科事典』など刊行。
- 1954年 - 創業40周年記念で、『世界大百科事典』全32巻刊行を発表（1959年完結）。
- 1961年 - 『国民百科事典」刊行開始。十数年間にわたり空前の百科事典ブームが続いた。
- 1963年 - 日本初の本格的グラフィック月刊誌『太陽』創刊。『東洋文庫』創刊 。
- 1971年 - 『平凡社選書』刊行開始。
- 1972年 - 『別冊 太陽』創刊。 ムックの先駆けとなる。
- 1979年 - 『日本歴史地名大系』全50巻刊行開始。
- 1980年 - 社内組織の日本地図研究所を平凡社地図出版として分社
- 1984年 - 『大百科事典』全16巻刊行
- 1987年 - 『世界大博物図鑑』全7巻刊行開始。
- 1988年 - 『世界大百科事典』全35巻刊行。
- 1993年 - 『平凡社ライブラリー』創刊。
- 1994年 - 『コロナ・ブックス』創刊。
- 1996年 - 日立製作所との合弁会社「日立デジタル平凡社」設立（2000年4月解散）。
- 1998年 - 『CD-ROM版 世界大百科事典プロフェッショナル版』発売。
- 1999年 - 『平凡社新書』創刊。
- 2005年 - 雑誌『SWAN MAGAZINE』創刊
- 2011年 - 雑誌『こころ』創刊。
- 2012年 - 神田神保町に移転。
- 2014年 - 創業100周年。

## 出版物
- 『大辞典』 1934-1936
- 『世界大百科事典』
- 『中国古典文学大系』
- 『マイペディア』
- 『アポロ百科事典』
- 『アジア歴史事典』
- 『風土記日本』
- 『日本残酷物語』
- 『中国古典文学大系』、一部下記で新版刊行
- 『平凡社東洋文庫』
- 『現代人の思想』
- 『平凡社カラー新書』
- 『陶磁大系』
- 『中国の歴史』
- 『中国石窟』シリーズ
- 『日本の野生植物』
- 『南方熊楠全集』
- 『荒畑寒村著作集』
- 『伊波普猷全集』- 沖縄学を多く出版
- 『平凡社選書』 - 1971年9月創刊。第1号は北山茂夫『大伴家持』[4]。
- 『林達夫著作集』
- 『加藤周一著作集』
- 網野善彦『無縁・公界・楽』、阿部謹也『中世を旅する人びと』 - ともに1978年刊。いわゆる「社会史ブーム」の代表的なもの。
- 『イメージ・リーディング叢書』
- 『叢書 演劇と見世物の文化史』
- 『シリーズ 絵は語る』
- 『新版　日本常民生活絵引』
- 『西洋思想大事典』
- 『テオリア叢書』
- 『ヴァールブルク・コレクション』
- 『中世思想原典集成』
- 『日本動物大百科』
- 『荒木経惟写真全集』
- 『世界遺産年報』
- 『平凡社新書』
- 『平凡社ライブラリー』
- 『日本の秘境』

## 雑誌

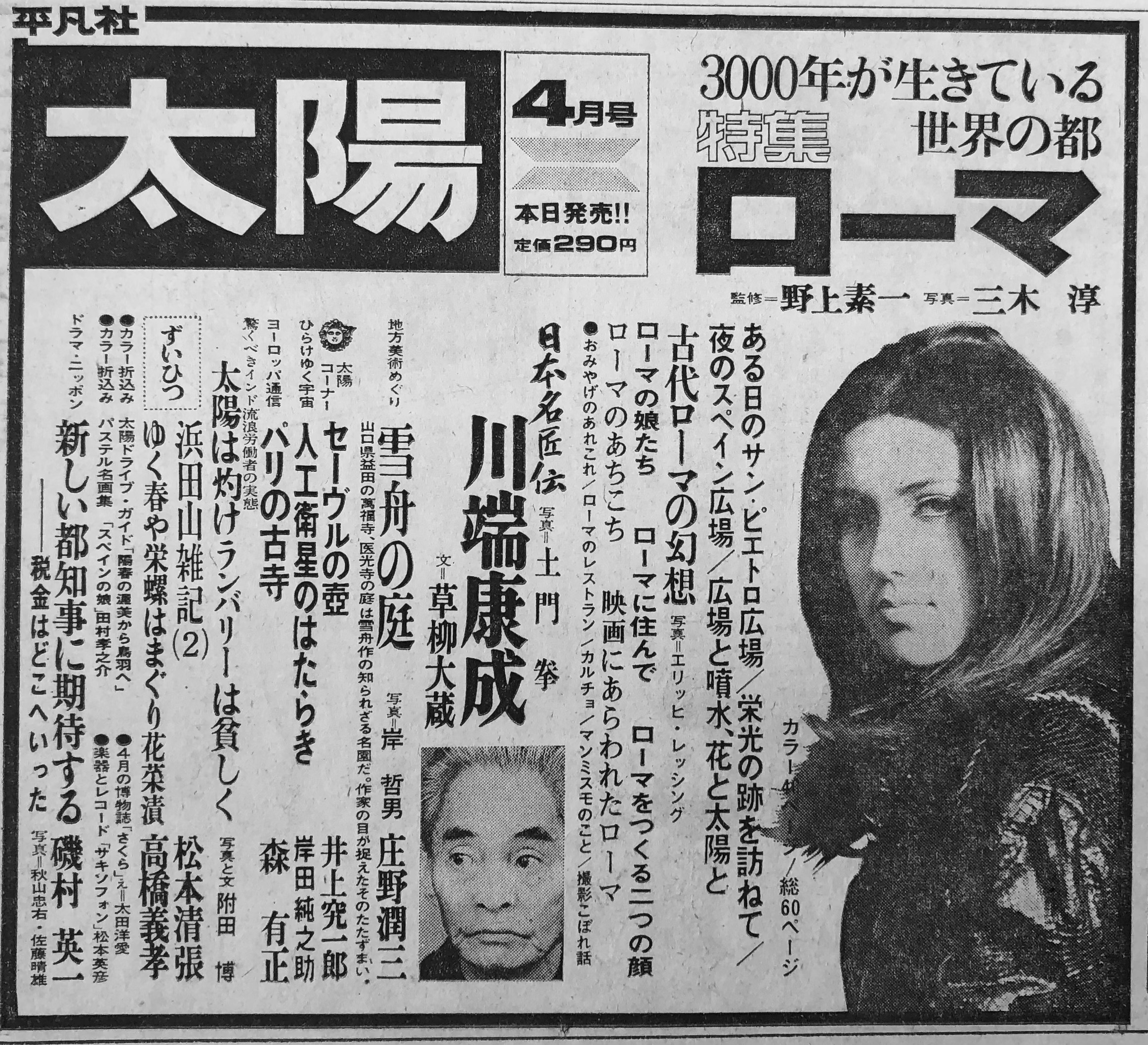
『太陽』1967年4月号の新聞広告

- 太陽 - 日本初の本格的グラフィックマガジン。1963年創刊。2000年12月号（No.482）にて休刊。『別冊太陽』は継続して刊行されている。
- 月刊百科 - 世界大百科事典を補完する月刊誌。現在はPR誌の意味合いが強い。2011年6月に休刊し、継承発展する形で総合文芸誌「こころ」を隔月で刊行。
- アニマ (雑誌) - 監修者に今西錦司や中西悟堂を迎えて創刊した自然史雑誌（休刊）
- Free - 1983年に創刊（1983年7月号）。山口百恵の自伝「蒼い時」をプロデュースしたことで名を成した残間里江子が編集長として招かれた。数年後施行される男女雇用機会均等法を目前に「男女の一線をこえた女性誌だから」をキャッチコピーとした。わずか1年で休刊となった失敗企画であったが（月刊誌で13冊分しか続かなかった）、メリー喜多川のインタビュー（1983年11月号）、結婚後3年を経た山口百恵（三浦百恵）への取材（1983年8月号）という日本芸能史における貴重な記録を残した[5]。
- ヴィオラ - 1998年に創刊（1998年11月号）。なおも女性誌に活路を求め、「フランスの田舎　日本の田舎」「美味しいお酒が女をみがく」といった特集を企画したが、わずか5号（1999年3月号）で休刊。
- QA - 読者からの多方面の日ごろの疑問の投稿を募り、それへの回答を掲載（1984～1993年 休刊）
- SWAN MAGAZINE
- こころ
- どっきん四国 - 1988年春号から1992年まで存在した四国観光情報が主体の季刊誌。四国旅客鉄道（JR四国）が主幹の共同編集で、発足当初に行った同名の四国観光キャンペーンの愛称をそのまま誌名としたものであった。キャンペーンイメージキャラクターの富田靖子がそのままグラビアをつとめていた。

## 在籍した人物
- 荒川幾男 - 哲学者
- 嵐山光三郎 - 作家、「太陽」五代編集長
- 荒俣宏 （嘱託）- 博物学者
- 安西水丸 - イラストレーター
- 安東次男（嘱託） - 詩人、評論家
- 飯島吉晴 （嘱託）- 民俗学者
- 飯野勝己 - 静岡県立大学国際関係学部准教授
- 石原壮一郎 - コラムニスト
- 海野弘 - 評論家
- 大澤正道 - アナキズム研究家
- 加藤九祚 - 文化人類学者
- 加藤周一（顧問） - 評論家
- 川添裕 - 文化史家
- 木村久一 - 教育学者
- 小泉文夫 - 民族音楽学者
- 小林祥一郎 - 「太陽」二代編集長。新日本文学編集長、エンカルタ日本語版編集長
- 沢近十九一 - 科学ジャーナリスト
- 瀬田貞二 - 児童文学者
- 高橋健 - 児童文学者
- 田辺徹 (美術史家) - 美術評論家
- 谷川健一 - 民俗学者、「太陽」初代編集長
- 垂水雄二 - 翻訳家
- 筒井ガンコ堂 - エッセイスト
- 中山茂 - 科学史家
- 畑中章宏 - 民俗学者
- 林達夫 （顧問）- 思想家
- 藤本やすし - アートディレクター
- 松本正雄 (英文学者) - 評論家
- 松本亮 - ワヤン研究家
- 丸山尚一 - 仏像評論家
- 山本幸司 - 歴史学者
- 若林恵 - 批評家、WIRED (雑誌)元編集長
- 鷲巣力 - ジャーナリスト
- 渡邊直樹 - ジャーナリスト

## メディア放送・掲載
- 2017年7月30日 Story 〜長寿企業の知恵〜 #021 『1914年創業 平凡社 6代目 下中美都』[6]